# Jaime Espinal
Jaime Espinal est un lutteur portoricain né le 14 octobre 1984 à Saint-Domingue, en République dominicaine.
En 2012, il remporte la médaille d'argent aux Jeux de Londres en lutte libre, devenant ainsi le second portoricain vice-champion olympique, après le boxeur Luis Ortiz en 1984.
En 2013, il entre en contact avec la WWE pour éventuellement démarrer une carrière dans le monde du catch bien qu'il soit également intéressé par la MMA.

## Palmarès

### Jeux olympiques
- Médaille d'argent en catégorie des moins de 84 kg aux Jeux olympiques de 2012 à Londres

### Jeux d'Amérique centrale et des Caraïbes
- Médaille d'or en catégorie des moins de 84 kg en 2010 à Mayagüez